# Some Velvet Morning
"Some Velvet Morning" är en psykedelisk poplåt skriven av Lee Hazlewood och ursprungligen framförd av Hazlewood och Nancy Sinatra 1967. Låten utgavs första gången på Sinatras album Movin' with Nancy, soundtrack till hennes TV-show från 1967 med samma namn. Det har sedan dess gjorts många covers på låten, nästan alltid som duett. Trots att "Some Velvet Morning" räknas som en av de mest kända duetterna mellan Hazlewood och Sinatra är låten en avvikelse från deras typiska countrystil. Singeln låg som bäst på plats 26 på Billboard Hot 100 i januari 1968.
Likt många andra psykedeliska låtar är låtens betydelse aningen diffus. Texten för den manliga delen beskriver en mystisk, mäktig kvinna vid namn Phaedra (Faidra) som bildar talaren om kärlek. Den manliga delen växlar med den kvinnliga (Phaedra), som talar över eterisk, tindrande musik om vackra landskap och om hemligheter hållna av det okända kollektivet "oss".

## Inspelade versioner av låten (urval)
- 1968 Nancy Sinatra & Lee Hazlewood, US #26
- 1968 Gábor Szabó - instrumentell gitarr på Bacchanal
- 1969 Vanilla Fudge på Near the Beginning
- 1982 Lydia Lunch och Rowland S. Howard, 12"-singel samt på Honeymoon in Red
- 1986 Peter Zaremba's Love Delegation på Spread the Word
- 1988 Rami Fortis på Tales from the Box
- 1993 Slowdive på Souvlaki
- 1994 Lost & Profound på Memory Thief
- 1995 Thin White Rope på Spoor
- 2001 My Dying Bride på Peaceville X & Meisterwerk 2
- 2002 Primal Scream och Kate Moss på Evil Heat. En annan version som släpptes på singel 2003 återfinns på Primal Screams samling Dirty Hits
- 2002 The Webb Brothers med Laura Katter på Lee Hazlewoods tributalbum Total Lee!
- 2002 Entombed på Sons of Satan Praise the Lord
- 2004 Firewater på Songs We Should Have Written
- 2007 Lee Hazlewood & Phaedra Dawn Stewart (hans barnbarn) på Cake or Death
- 2008 Polar & Loane på 68 Covers samt som bonuslåt på French Songs (2009)
- 2008 Amanda Brown och Glenn Richards på RocKwiz, Saturday, December 13, 2008
- 2009 Anny Celsi och Nelson Bragg på Tangle-Free World
- 2010 Inga Liljestrom och Peter Fenton (Crow) på "Sprawling Fawns" samt EP:n "Thistle" (Groovescooter Records)